# Joaquín Díaz Palacios
Joaquín Pérez Díaz-Palacios fue un periodista español (Collado Villalba, Madrid, 2 de abril de 1932 - Madrid, 12 de febrero de 2025).
Tras cursar estudios de Filosofía y Letras, se aventura en el mundo de la comunicación, en primer lugar a través de las ondas, incorporándose a Radio Intercontinental, a la que luego seguiría la Cadena SER. De ese modo, inició la que sería una muy destacada carrera en el mundo de la radio. Se especializó en periodismo deportivo, y llegó a dirigir espacios tan emblemáticos como Radiogaceta de los deportes en RNE. En esa misma cadena fue director de Deportes durante los años 80, y tuvo ocasión de cubrir los Juegos Olímpicos de Moscú (1980) y Los Ángeles (1984).
En cuanto a su faceta televisiva, ingresó en Televisión española, y se puso ante la cámara por primera vez para presentar el I Festival del Duero, en 1960. Después seguirían otros programas como Viaje con música (1961), Teledomingo (1963) o Siempre en domingo (1971-1972). 
Su trayectoria posterior incluye su nombramiento como Presidente de la Agrupación de Informadores Deportivos de Radio y Televisión durante la segunda mitad de los años 70 y Jefe de Retransmisiones Deportivas de TVE en la segunda mitad de los años 80.
- Datos: Q5931904